# Ópera de Cantón
La Ópera de Cantón (en chino tradicional, 廣州大劇院; en chino simplificado, 广州大剧院; pinyin, Guǎngzhōu dajùyuàn; jyutping, Gwong2 zau1 daai6 kek6 jyun2) es un teatro de ópera china situado en Cantón, provincia de Cantón, China. Diseñada por Zaha Hadid, fue inaugurada el 9 de mayo de 2010.

## Historia

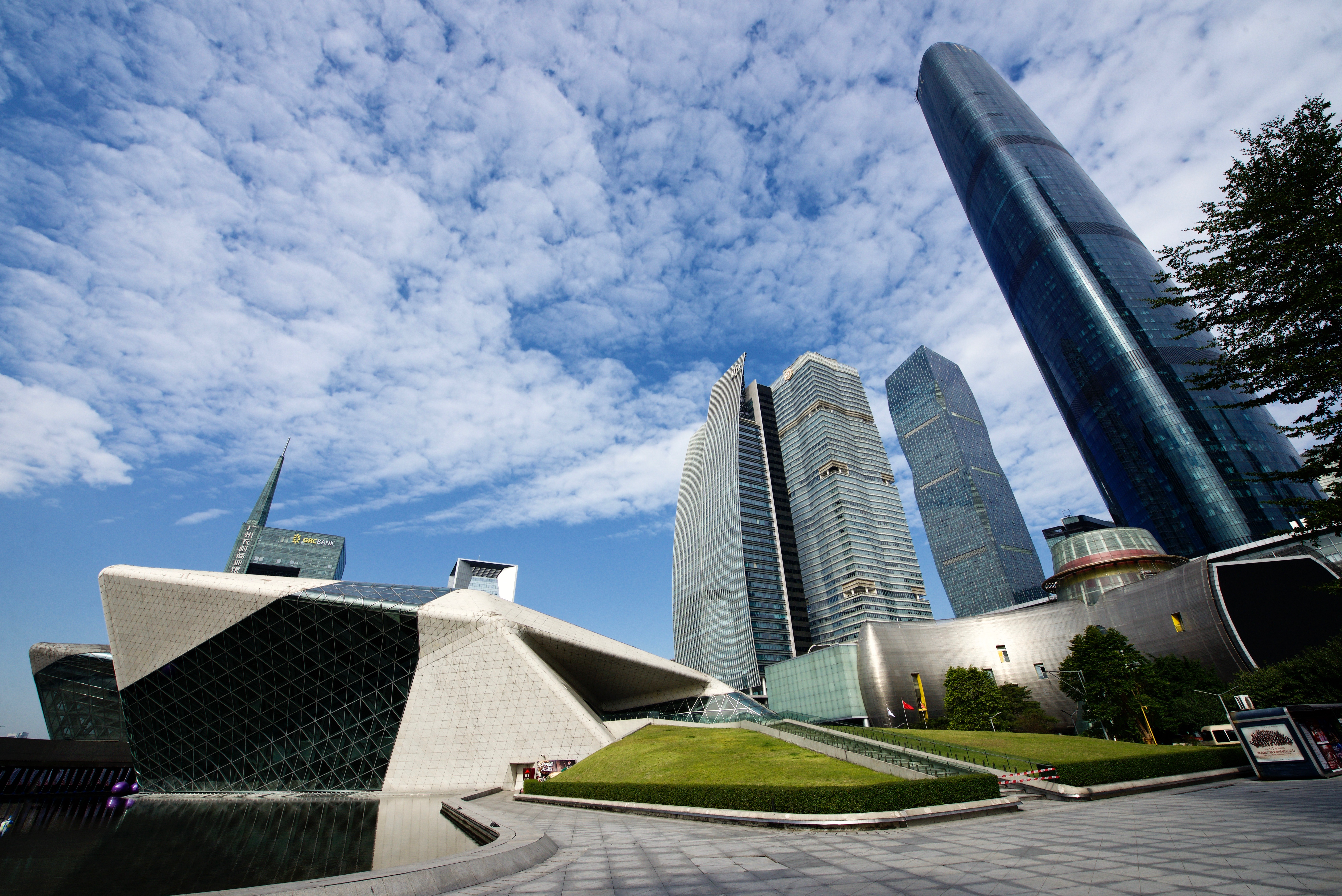
La Ópera de Cantón en la Zhujiang New Town.

En abril de 2002 un concurso de arquitectura internacional recibió las propuestas de Coop Himmelb(l)au, Rem Koolhaas y Zaha Hadid. En noviembre de 2002, el diseño de «doble guijarro» de Zaha Hadid fue anunciado como ganador y la ceremonia de puesta de la primera piedra se celebró a principios de 2005.
La ópera se ha convertido en el centro de artes escénicas más grande del sur de China y es uno de los tres teatros más grandes del país, junto con el Gran Teatro Nacional de China de Pekín y el Gran Teatro de Shanghái.
En mayo de 2010, el cineasta estadounidense Shahar Stroh dirigió la primera producción del teatro, la ópera Turandot de Puccini, que había sido una ópera controvertida en China.
El coste del proyecto fue de 1380 millones de yuanes.

## Diseño
El edificio fue diseñado por la arquitecta irakí Zaha Hadid. Fue concebido como dos rocas lavadas por el río de las Perlas. Se tardó más de cinco años en construir su auditorio de hormigón, situado dentro de un marco de acero revestido con granito y vidrio. Tras su inauguración fue alabado por el crítico de arquitectura Jonathan Glancey de The Guardian, que lo describió como «muy teatral y a la vez insistentemente sutil».